# الحركة الشعبية من أجل التقدم
الحركة الشعبية من أجل التقدم (بالفرنسية: Mouvement du Peuple pour le Progrès)‏  هو حزب سياسي في بوركينا فاسو تأسس في 25 يناير 2014 من قبل عضو المؤتمر من أجل الديمقراطية والتقدم السابق روش مارك كريستيان كابوري. خاض كابوري كمرشح رئاسي للحزب في الانتخابات العامة لعام 2015 وانتخب في الجولة الأولى من التصويت؛ كما فاز الحزب بأغلبية المقاعد في الجمعية الوطنية لبوركينا فاسو. وهي عضو كامل العضوية في التحالف التقدمي والاشتراكية الدولية.

## التاريخ الانتخابي

### انتخابات رئاسية
| انتخابات | مرشح الحزب               | الأصوات   | %      | النتيجة |
| -------- | ------------------------ | --------- | ------ | ------- |
| 2015     | روش مارك كريستيان كابوري | 1,668,169 | 53.49% | انتخب   |
| 2020     | روش مارك كريستيان كابوري | 1,645,229 | 57.74% | انتخب   |

### انتخابات الجمعية الوطنية
| انتخابات | رئيس الحزب               | الأصوات   | %      | المقاعد  |
| -------- | ------------------------ | --------- | ------ | -------- |
| 2015     | روش مارك كريستيان كابوري | 1,096,814 | 34.71% | 55 / 127 |
| 2020     | روش مارك كريستيان كابوري | 968,980   | 34.59% | 56 / 127 |